# Ванв
Ванв (фр. Vanves) — город и муниципалитет во Франции, в регионе Иль-де-Франс, департамент О-де-Сен. Является пригородом Парижа и самым густонаселённым городом Франции. Расположен на юго-западе в 5,6 км от центра столицы.
1 января 1860 года территория города Парижа была увеличена за счёт окружающих коммун. По этой причине община Ванв потеряла примерно одну треть свой площади, отошедшей Парижу.
8 ноября 1883 года примерно половина территории Ванв была приписана новообразованной коммуне Малакофф.
Ванв расположен на линии 13 парижского метро.

## Города-побратимы
- Лерте, Германия
- Бэллимани, Северная Ирландия

1. 1 2  база данных о французских коммунах — Национальный географический институт Франции, 2015.